# Lange Erlen

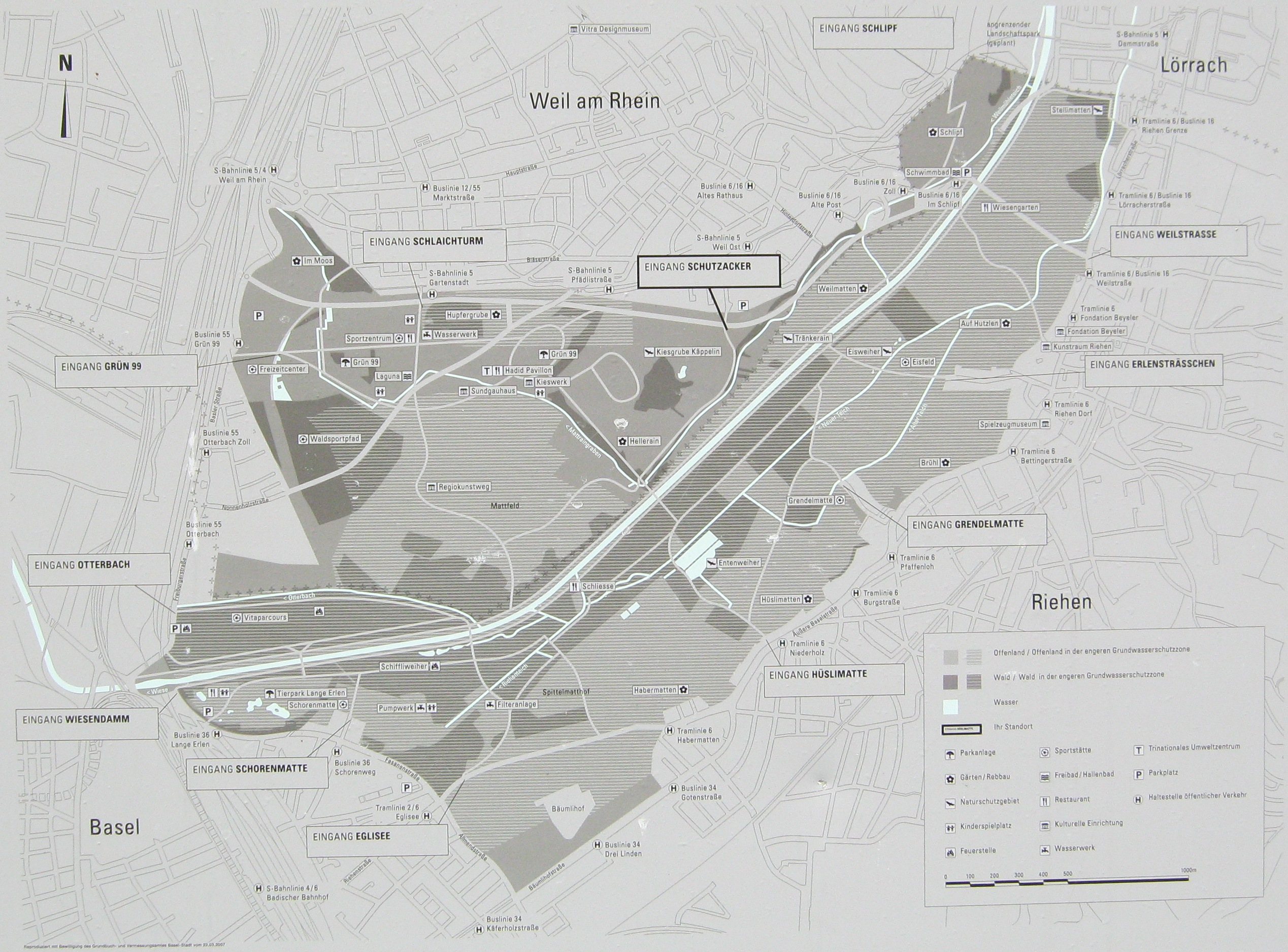
Karte des Landschaftspark Wiese mit dem Naherholungsgebiet "Lange Erlen" auf Schweizer Seite

Die Langen Erlen sind eine Schweizer Ebene mit Uferwald entlang des Flusses Wiese und erstrecken sich über die Stadtgrenze von Basel bis nach Riehen an die deutsch-schweizerische Grenze. Dieses bedeutende Naherholungsgebiet hat seinen Namen aus der Zeit, bevor die Wiese kanalisiert wurde. Erlen sind typische Ufergehölze. Noch jetzt schliesst dieses Gebiet 180 Hektaren Wald mit ein. Durch gezielte Waldwirtschaft ist es gelungen, beinahe den ganzen alten Baumbestand zu ersetzen. An die ehemalige Auenlandschaft erinnert auch der Name des Gartenbads Eglisee, wenn auch sich dieser von einem ursprünglich Egelsee genannten stehenden Gewässer herleitet.
Die Langen Erlen werden intensiv von Spaziergängern, Joggern, Walker, Inline-Skatern und Velofahrern genutzt. Durch die Langen Erleben führt der 54 Kilometer lange Wiesental Radweg, der von Todtnau kommend quer durch den Landkreis Lörrach bis nach Basel führt. Außerdem befindet sich auf der Ebene der Tierpark Lange Erlen, welcher der Land- und Forstwirtschaft dient. Daneben gibt es Familiengärten und Sportanlagen. Das Gebiet Lange Erlen gehört mit zum Landschaftspark Wiese, der sich zwischen Weil am Rhein, Riehen und Basel erstreckt und durch Informationstafeln als solcher ausgewiesen ist.
Die Förderung des Grundwassers zur Speisung der Basler Trinkwasserversorgung ist aber die wichtigste Nutzung. Etwa fünfzig Prozent des städtischen Trinkwassers wird in der Wiese-Ebene produziert. Um eine übermässige Absenkung des Grundwassers zu verhindern, wird in bewaldeten Wässerstellen Rheinwasser zur Versickerung gebracht. Das Rheinwasser, rund 60'000 m³ pro Tag, wird durch aufwändige Sandfiltration von seinen Schwebstoffen befreit und anschließend in elf Wässerstellen von gesamthaft ungefähr 13 Hektar Fläche verteilt. Bei der Bodenpassage findet die Reinigung des Wassers statt und kann anschließend als einwandfreies Trinkwasser aus mehreren Brunnen gepumpt werden. Einen Teil der dazu nötigen Energie liefert das Kraftwerk Riehenteich. Dessen Turbinen treibt der gleichnamige Kanal an, der in den Langen Erlen aus der Wiese abgeleitet wird.
Bis ins späte Mittelalter hatte die Wiese kein einheitliches Flussbett, sondern floss in wechselnden Läufen gegen den Rhein zu. Im Verlauf der letzten 200 Jahre wurde die Wiese mit dem Ziel der Landgewinnung und des Hochwasserschutzes lückenlos verbaut und begradigt. Heute durchfliesst der Fluss die Ebene als geradliniger Kanal, ist mit zahlreichen Schwellen ausgestattet und erlaubt nur noch wenig Kontakt zu seiner ehemaligen Auenlandschaft. Nun beginnt man aber die Verbauungen stückweise wieder aufzureissen und die Wiese zu revitalisieren. Damit hofft man, die Artenvielfalt der Pflanzen und Tiere und die Attraktivität für Mensch und Wasserbewohner zu heben.

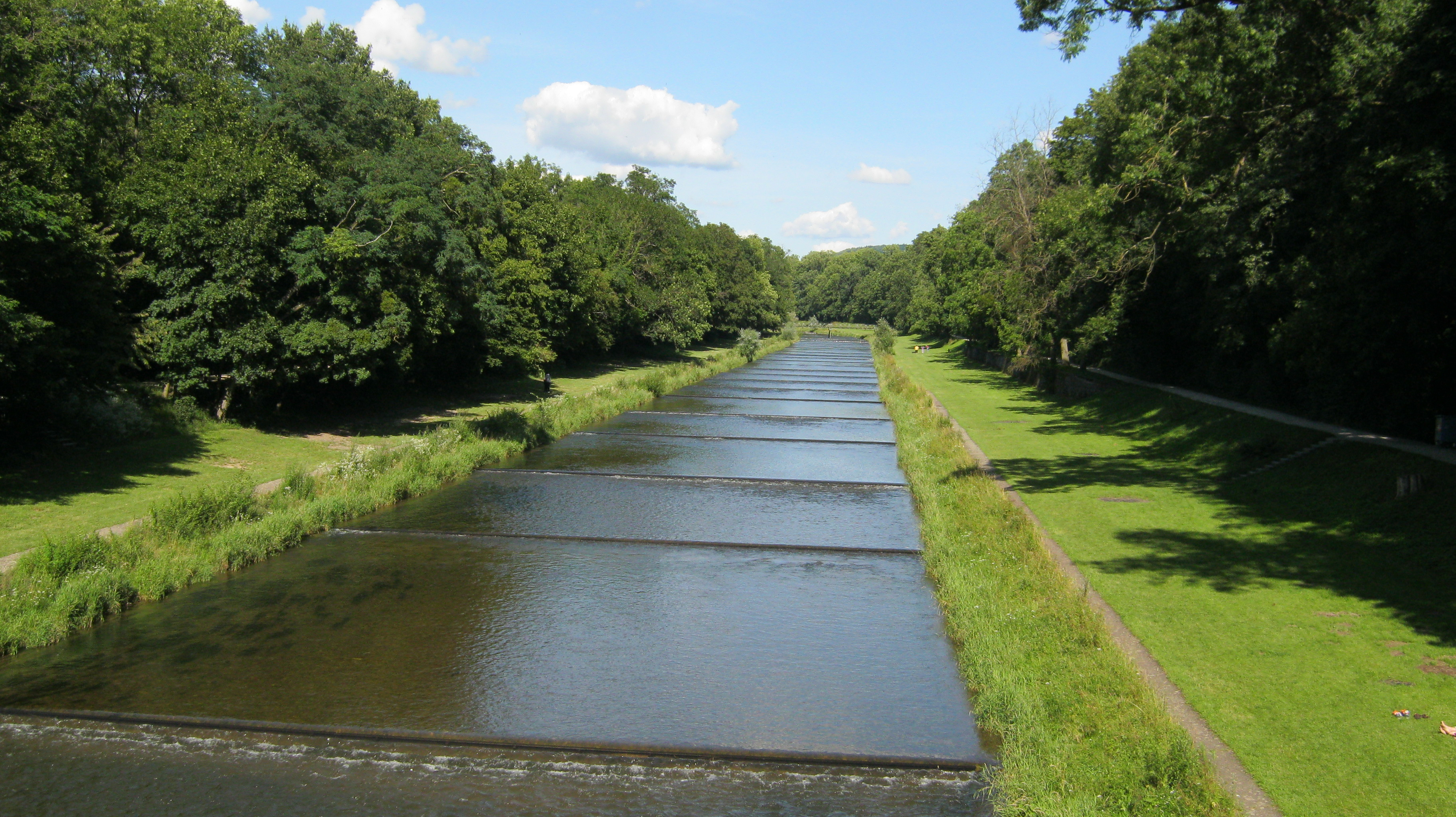
Wiese flussaufwärts
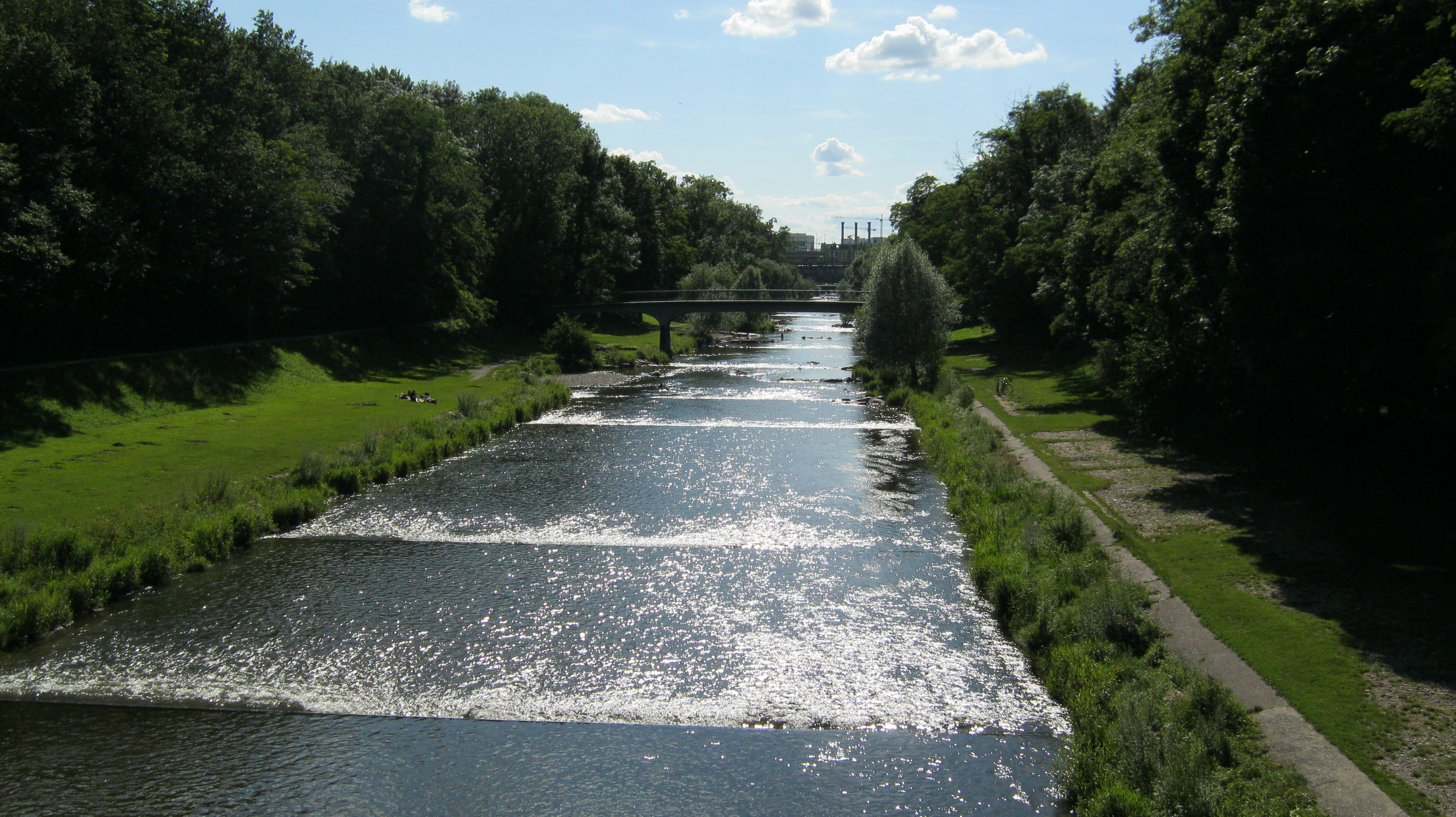
Wiese flussabwärts – Blick Richtung Mündung in den Rhein
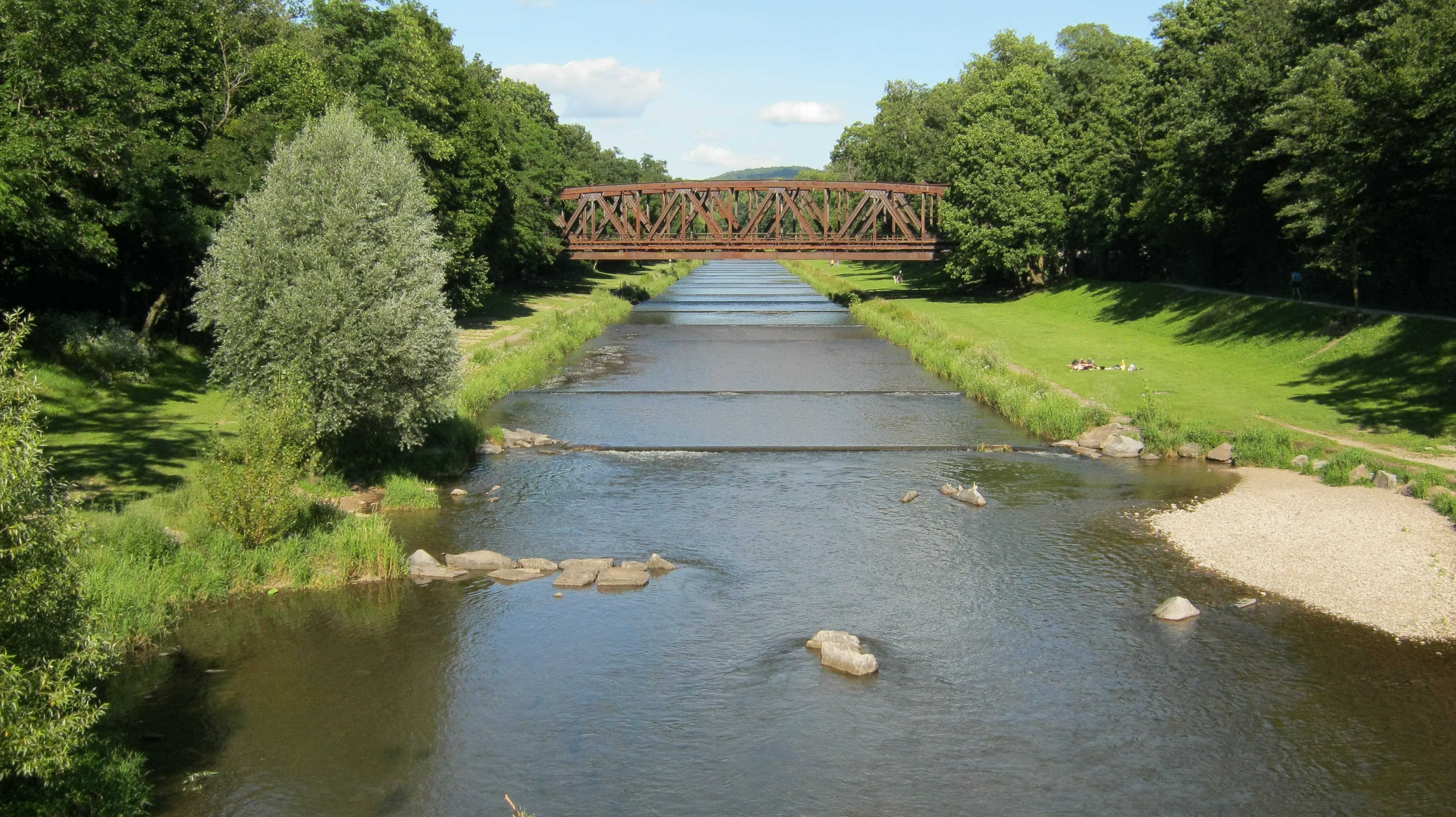
Wiese flussaufwärts – alte Eisenbahnbrücke